# Luigino Busatto
Luigino Busatto (Salzano, 8 gennaio 1944) è un politico italiano.

## Biografia
È stato consigliere comunale a Salzano per il PPI, e presidente della Provincia di Venezia per due mandati, alla guida di una coalizione di centro-sinistra.